# NGC 6446
NGC 6446 (również PGC 60825) – galaktyka spiralna (Sab), znajdująca się w gwiazdozbiorze Herkulesa. Odkrył ją Albert Marth 9 lipca 1864 roku.